# 羅伯托·羅塞里尼
羅伯托·加斯托内·泽菲罗·羅塞里尼（義大利語：Roberto Gastone Zeffiro Rossellini，1906年5月8日—1977年6月3日），生于意大利首都罗马，義大利導演、编剧和电影制片人。他是義大利影坛艺术新現實主義的重要成員之一，也曾与瑞典国宝级影后英格麗·褒曼的爆炸性私奔名噪一时。

## 生平

### 早年生活
羅塞里尼生於羅馬。母親埃萊特拉（原姓貝蘭）是生於威尼托大區羅維戈的家庭主婦，擁有法國血統，是拿破崙戰爭期間抵達義大利的移民。父親安吉羅·朱塞佩·“佩皮諾”·羅西里尼生於羅馬，祖籍來自托斯卡納比薩市，擁有一間建築公司。1922年法西斯主義在義大利掌權後，居住於盧多維西大街，貝尼托·墨索里尼在此地開設第一家羅馬飯店。
羅塞里尼的父親在羅馬建造了第一家電影院“巴貝里尼”，是一間可以放映電影的戲院，其兒子可以無限制地免費看電影；年輕的羅塞里尼從小就開始經常光顧電影院。父親去世後，開始從事電影音效製作，在一段時間內，體驗了與電影創作相關的所有輔助工作，並在各個領域都獲得技能。羅塞里尼有一個弟弟倫佐，後來倫佐為羅塞里尼的許多電影配樂。
縱使羅塞里尼並不熱衷信教，但對當代世界的基督教價值觀有著濃厚的興趣；並欣賞天主教倫理道德和宗教情感——而認為這些東西在物質主義世界裡被忽視。

### 職業生涯
1937年，羅塞里尼拍攝了其第一部作品《牧神午後序曲》，該片可能從未發行，現已遺失。拍完這部電影隨後被邀請擔任戈弗雷多·亞力辛迪尼導演的《空軍敢死隊》（1938年）的助理導演，該片是20世紀上半葉最成功的義大利電影之一，後來參與了弗朗切斯科·德·羅伯蒂斯1941年執導的電影《103呼救訊號》的製作。羅塞里尼與墨索里尼的兒子維托里奧·墨索里尼的親密友誼被解讀為他比其他學徒更受青睞的可能原因。
一些作家將他職業生涯的前部分描述為一系列三部曲。首部長片《白船》（1941年）由海軍部視聽宣傳中心贊助拍攝，是羅塞里尼「法西斯三部曲」的首部曲，另外兩部曲為《飛行員歸來》（1942年）和《背負十字架的人》（1943年）。在此期間，和費德里柯·費里尼和艾多·費布里茲建立起關係。1943年法西斯政權垮台，羅馬解放（1944年6月4日）兩個月後，羅西里尼開始準備反法西斯電影《不設防城市》（1945年），費里尼協助寫劇本。法布里齊飾演牧師，羅西里尼自行製作，於1945年1月開拍。這部電影上映後立即獲得成功，被稱作義大利新寫實主義“戰爭三部曲”的首部曲，二部曲為《老鄉》（1946年），由非職業演員參演，三部曲《德意志零年》（1948年）由法國製片人資助並拍攝位於柏林的法國佔區。在柏林，羅西里尼也更喜歡非職業演員，但找不到他所認為「有趣」的面孔；他將攝影機放置在城鎮廣場的中心，就像在《老鄉》所做的那樣，但驚訝地發現並無人上前圍觀。
正如在一次採訪中所說：“為了真正塑造你心中的角色，導演必須與演員進行鬥爭，通常最終都會服從演員的意願。因為我不想在這樣的戰鬥中浪費精力，所以我只偶爾使用專業演員”。成功的因素之一被認為是羅塞里尼根據非職業演員的感受和歷史對劇本進行了重寫。影片中展現的地區口音、方言、服飾都與現實生活中一模一樣。
在完成戰爭三部曲之後，羅塞里尼製作了兩部現在被歸類為「過渡時期」的電影：《愛情》（1948年）（與安娜·麥蘭妮合作）和《殺壞人的機器》（1952年），這兩部電影探討了電影描繪現實和真相的能力（並回溯義大利即興喜劇）。1948年，羅西里尼收到一位著名外國女演員的來信，並提出合作：
親愛的羅塞里尼先生
我看了您的電影《不設防城市》和《老鄉》，我非常喜歡。如果您需要一位英語說得很好、德語沒有忘記、法語聽得不太懂、義大利語只會說一句“我愛你（ti amo）”的瑞典女演員，我願意來和你一起拍電影。
英格麗·褒曼
這封信開啟了電影史上最著名的愛情故事之一，褒曼和羅塞里尼當時都正處於事業的巔峰。他們的第一次合作是《火山邊緣之戀》（1950年）（位在斯通波利島，該島的火山恰好在拍攝期間噴發）。這件事在一些國家引起了極大的醜聞（伯格曼和羅西里尼雙方皆已婚）；當褒曼懷上大兒子雷納托·羅伯托·拉納爾多·朱斯托·朱塞佩（“羅賓”）·羅塞里尼後，醜聞進一步加劇。羅西塞尼和褒曼又生了兩個孩子，雙胞胎女兒伊莎貝拉·羅塞里尼（演員兼模特兒）和英格麗·伊索塔。他們合作拍攝的其他電影還有《歐洲51年》（1952年）、《我們女人》（1953年）、《義大利之旅》（1954年）、《不安》（1954年）和《火刑柱上的貞德》（1954年）。
1957年，時任印度總理賈瓦哈拉爾·尼赫魯邀請他來印度拍攝紀錄片《印度》（1959年），為陷入困境的印度電影業注入了一些活力。儘管已與褒曼結婚，但他卻和編劇索娜莉·森羅伊·達斯古普塔（英語：Sonali Senroy Dasgupta）有染，後者先前嫁給了當地電影導演哈里薩丹·達斯古普塔，後者也正在幫助開發這部電影的部分片段。考慮到1950年代的氣氛，這在印度和好萊塢都引發了巨大的醜聞。尼赫魯不得不請羅西里尼離開，不久之後，褒曼與羅塞里尼分居。
1971年，德州休士頓萊斯大學邀請羅塞里尼協助建立媒體中心，自1970年起，他開始與該校的教授唐納德·卡萊頓合作策劃一部科學電影。1970年夏天，他們在羅馬每天工作兩週，但資金仍不足以開始拍攝。1973年，他應邀到康乃狄克州紐哈芬市的耶魯大學任教，講授了一門為期一個學期的課程，題為“基本形象”。
羅塞里尼的最後一個項目是紀錄片《波堡》，該片於1977年拍攝（後於1983年首映）。同年，因心肌梗塞病故，終年71岁。

## 家庭
他与英格麗·褒曼的双胞胎女儿之一伊莎贝拉·罗塞里尼是欧洲本土的著名模特。

## 作品
短片
- 1937年：《牧神午後序曲（義大利語：Prélude à l'après-midi d'un faune (film 1938)）》（Prélude à l'après-midi d'un faune）
- 1939年：
  - 《活潑的特蕾莎（義大利語：La vispa Teresa (film 1939)）》（La vispa Teresa）
  - 《傲慢的火雞》（Il tacchino prepotente）
- 1940年：《水下幻想》（Fantasia sottomarina）
- 1941年：《里帕索蒂爾溪》（Il ruscello di Ripasottile）

長片
- 1941年：《白船》（La nave bianca）
- 1942年：《飛行員歸來》（Un pilota ritorna）
- 1943年：《背負十字架的人》（L'uomo dalla croce）
- 1945年：《不設防城市》（Roma città aperta）
- 1946年：《老鄉》（Paisà）
- 1948年：
  - 《德意志零年》（Germania anno zero）
  - 《愛（義大利語：L'amore (film)）》（L'amore）
- 1950年：
  - 《火山邊緣之戀》（Stromboli (Terra di Dio)）
  - 《聖方濟各之花》（Francesco, giullare di Dio）
- 1952年：
  - 《殺壞人的機器》（La macchina ammazzacattivi）
  - 《歐洲51年》（Europa '51）
- 1953年：《我們女人（義大利語：Siamo donne (film)）》（Siamo donne；多段式電影）
- 1954年：
  - 《義大利之旅（義大利語：Viaggio in Italia (film)）》（Viaggio in Italia）
  - 《半世紀愛情》（Amori di mezzo secolo；多段式電影）
  - 《自由在哪裡？》（Dov'è la libertà...?）
  - 《不安（義大利語：La paura (film 1954)）》（La paura）
  - 《火刑柱上的貞德》（Giovanna d'Arco al rogo）
- 1959年：
  - 《印度》（India - Matri Bhumi）
  - 《羅偉萊將軍》（Il generale Della Rovere）
- 1960年：《夜色朦朧逃脫中》（Era notte a Roma）
- 1961年：
  - 《義大利萬歲（義大利語：Viva l'Italia (film 1961)）》（Viva l'Italia）
  - 《瓦尼娜·瓦尼尼（義大利語：Vanina Vanini (film 1961)）》（Vanina Vanini）
- 1962年：《黑暗的靈魂（義大利語：Anima nera (film 1962)）》（Anima nera）
- 1963年：《羅戈帕格》（Ro.Go.Pa.G.；多段式電影）
- 1974年：《義大利：共和國元年（義大利語：Anno uno (film 1974)）》（Anno uno）
- 1975年：《彌賽亞》（Il Messia）

電視作品
- 1959年：《羅塞里尼眼中的印度》（L'India vista da Rossellini）
- 1961年：《都靈百年史》（Torino nei cent'anni）
- 1964年：《鐵器時代》（L'età del ferro）
- 1966年：《路易十四的崛起》（La Prise de pouvoir par Louis XIV）
- 1967年：《島嶼的想法》（Idea di un'isola）
- 1969年：《使徒行者（義大利語：Atti degli apostoli (miniserie televisiva)）》（Atti degli apostoli）
- 1970年：《蘇格拉底（義大利語：Socrate (film)）》（Socrate）
- 1971年：
  - 《萊斯大學（義大利語：Rice University (film)）》（Rice University）
  - 《力量與理性：採訪薩爾瓦多·阿葉德》（Intervista a Salvador Allende: La forza e la ragione）
- 1972年：
  - 《布萊斯·帕斯卡（義大利語：Blaise Pascal (miniserie televisiva)）》（Blaise Pascal）
  - 《希波主教奧古斯丁（義大利語：Agostino d'Ippona (miniserie televisiva)）》（Agostino d'Ippona）
- 1973年：《美第奇時代》（L'età di Cosimo de' Medici）
- 1974年：《笛卡爾（義大利語：Cartesius (miniserie televisiva)）》（Cartesius）
- 1977年：
  - 《米開朗基羅音樂會》（Concerto per Michelangelo）
  - 《波堡（法语：Le Centre Georges Pompidou）》（Beaubourg, centre d'art et de culture Georges Pompidou）

## 外部連結
- Roberto Rossellini在互联网电影资料库（IMDb）上的資料（英文）

1. ↑  . nytimes.com.   [7 December 2014].
2. ↑  Rossellini, R.; Aprà, A. . Marsilio Publishers. 1992  [7 December 2014]. ISBN 9780941419642.
3. ↑  Serri, Mirella From the Odeon to the Odeon: The Experience of Roberto Rossellini from Fascism to Antifascism, Kenneth Lloyd-Jones (translator) Telos Vol. 139 (Summer 2007): pp. 70–78.
4. ↑  (h)ortus. . Hortus - Rivista di architettura.
5. 1 2  Bondanella, Peter. The Films of Roberto Rossellini. New York: Cambridge University Press, 1991. 16–17. Print.
6. ↑  Forgacs, David; Lutton, Sarah; Nowell-Smith, Geoffrey. . Bloomsbury Publishing. 2019-07-25. ISBN 978-1-83871-782-7 （英语）.
7. ↑  Brunette, Peter. Roberto Rossellini. Berkeley, CA: University of California Press. p. 11.
8. ↑  G., Anthony. "'Free' Cinema Italiano @ NGA:"Trip to Italy" by World Famous Director Rossellini." Meetup. 14 October 2012.
9. ↑  . hoveyda.org.   [29 May 2019]. 原始内容存档于28 August 2008.
10. ↑  . The Telegraph. 1 June 2008  [19 February 2014]. （原始内容存档于15 June 2008）.
11. ↑  . clemson.edu.   [7 December 2014].
12. ↑  Bondanella, Peter; Bondanella, Distinguished Professor of Comparative Literature and Italian Peter. . Cambridge University Press. 29 January 1993: 174. ISBN 9780521398664 （英语）. Beaubourg Rossellini.